# Phanom Rung
Phanom Rung (in thai: พนมรุ้ง, Prasat Phnom Rong in khmer traslitterato) è un complesso di templi Khmer situato nella provincia di Buri Ram, in Thailandia. È il più grande complesso templare khmer in territorio thailandese ed è in ottimo stato di conservazione, essendo stato restaurato di recente.

## Descrizione
Sorge su una collina, residuo di un antico vulcano, a circa 400 m di altezza sul livello del mare ed è orientato a nord-est anziché, come comunemente accade con i templi khmer, ad est. Era un complesso di templi induisti, nei quali venivano venerati Shiva e Visnù.
Buona parte della regione dell'Isan situata a nord dei monti Dângrêk faceva parte dell'Impero Khmer. Phanom Rung fu costruito in laterite e arenaria sul sito di un precedente tempio in mattoni durante il regno di Suryavarman I, la cui stirpe (i Mahidharapura) era originaria dell'Isan.
Il Dipartimento Thailandese delle Belle Arti ha impiegato 17 anni a ristrutturare il complesso, che è stato inaugurato il 21 maggio 1988 dalla principessa Sirindhorn. Il complesso si trova lungo l'antica strada khmer Angkor Phimai, che collegava l'allora capitale imperiale Angkor all'importante centro di Phimai, situato a 60 km dall'attuale capoluogo dell'Isan, Korat. Tale arteria è oggi coperta dalla vegetazione cresciuta nel corso dei secoli.
Nel 2004, il complesso costituito da Phimai, dall'antica strada khmer Angkor Phimai e dai templi associati di Phanom Rung e Muangtam è stato inserito dall'UNESCO tra le candidature alla lista dei patrimoni dell'umanità.